# Некрасово (Батецкий район)
Некрасово — деревня в Батецком районе Новгородской области России. Входит в состав Батецкого сельского поселения.

## География
Деревня находится в северо-западной части Новгородской области, в зоне хвойно-широколиственных лесов, на правом берегу реки Луги, при автодороге 49Н-0120, на расстоянии примерно 12 километров (по прямой) к юго-западу от посёлка Батецкого, административного центра района. Абсолютная высота — 46 метров над уровнем моря.

## История
Указом Президиума Верховного Совета РСФСР от 3 декабря 1953 года деревня Холуи переименована в Некрасово.

## Население
| 1862 | 2010 |
| ---- | ---- |
| 341  | ↘51  |

Половой состав
По данным Всероссийской переписи населения 2010 года в гендерной структуре населения мужчины составляли 47,1 %, женщины — соответственно 52,9 %.
Согласно результатам переписи 2002 года, в национальной структуре населения русские составляли 100 % из 68 чел.